# Les Yeux qui meurent
Les Yeux qui meurent est un film muet français réalisé par Louis Feuillade et sorti en 1912.

## Fiche technique
- Réalisation et scénario : Louis Feuillade
- Société de production : Société des Établissements L. Gaumont
- Pays : France
- Format : Muet - Noir et blanc - 1,33:1 - 35 mm
- Métrage : 300 m
- Date de sortie : 
  -  France - novembre 1912

## Distribution
- Renée Carl
- Juliette Malherbe
- Marthe Vinot